# 交通事故鑑定人 環倫一郎
『交通事故鑑定人 環倫一郎』（こうつうじこかんていにん たまきりんいちろう）は、原作：梶研吾、漫画：樹崎聖、監修・資料提供：江守一郎による日本の漫画作品。『スーパージャンプ』（集英社）にて連載された。

## 作品概要
まだ『週刊少年ジャンプ』編集部から独立していなかった頃の『SUPER JUMP』誌に1996年、読み切りとして登場するや否や、『SUPER JUMP』史上最高のアンケートの票を集め、数回の読み切り後、連載に。連載1話ではアンケートの最高票をさらに上回り、そのまま7年、全18巻にわたる長期連載となった。2007年、2008年にはリミックスとしても全8巻で発売された。
ハリウッドでのドラマシリーズ化の話もあったが、契約内容も全て合意されていたにも拘らず、土壇場で中止となった。
好評に応える形で『Oh,SUPER JUMP』に連載されたセカンドシリーズ「R2」全2巻もある。
マニアックな車を頻繁に登場させることから、エンスー（車好き）なファンも多かった。2007年に出版されたコンビニ売りのリミックス単行本には、ゲストとして大槍葦人、磯本つよし、えのあきらなどのエンスー作家が好きな車について答えており、田中むねよしがお祝いイラストを寄稿している。
雑誌掲載時の順序では、単行本の1話と2話の順番は逆であった。樹崎聖は『ZOMBIEMEN』においても単行本では順序を逆にしている。
2010年12月6日の株式会社Jコミ設立準備記者会見において、Jコミβ2テスト公開作品として、コミックス全18巻のPDFファイル形式での無料配布が発表され、2011年1月25日から無料配布されている。
2011年には実写3Dドラマ化された（後述）。

## 物語
アメリカはカリフォルニアを舞台に、交通事故の真実を暴く交通事故鑑定人・環倫一郎の推理ミステリー。

## 主要登場人物
環倫一郎（たまき りんいちろう）
ロサンゼルス市に事務所を構えている交通事故鑑定人。交通事故工学教授（Professor Accidentologist）と呼ばれるが、本人はプロフェッサーと呼ばれることを嫌がっている。鑑定の依頼人など、関わった多くの女性たちに好意を寄せられることが多い。普段は目をつむったような表情をしているが、ここ一番では片目をカッと見開くのが特徴。FILE 1の時点で37歳。高校時代にはボクシングをしていたが、関東大会予選で場外乱闘を行った責任を取って身を退く。その後、18歳の頃にはトヨタ・スポーツ800（ヨタハチ）で暴走行為を繰り返し、"伝説の狂い狼"や"奥多摩最速の男"などの異名を轟かせる。しかし、警察のマークや免停で身動きが取れなくなったために恋人・月子や親友・岬海人と別れて渡米。リーアム＝コリンズとの出会いを契機に、GモータースをスポンサーとしてNASCARに出場して名を知られるようになるも、自身の生み出したコーナリングにより事故を引き起こす。その結果、大切な友人を失い、自らも心的原因による視力低下やすぐに物を落として地面にばらまいてしまう癖がついた。その後、リーアムの助けで立ち直り、カリフォルニア大学ロサンゼルス校へ進学して自動車工学を学び、Gモータースで働いていたことがある。大学で教鞭を執っていた時、教え子であるアダム＝ホークの死亡事件をきっかけに、交通事故鑑定人となることを決意する。単独で行動する時はベスパを使い、仕事などで複数名で移動する時にはモークを使っていたが、モークが廃車になった後にアルファロメオ・156を鑑定料代わりにもらい受けている。また、FILE 1で被害者の形見であったスーパーセブンも譲り受けている。また、独自のぶった斬り取材で人気のレポーター環佐江子は義理の妹（倫一郎の父親の再婚相手の娘）。
クリスティーナ＝レイトン
倫一郎の教え子で、愛称はクリス。シアトルの出身で、兄弟は兄・姉・弟の4人。大学で教鞭をとる倫一郎に好意を持っていたところ、友人であったアダムの死亡事件の検証を手伝った。その後、シアトルにある製材会社マシューズカンパニーの社長秘書となるが、社長の事故死について倫一郎に鑑定を依頼。事件は解決するが、新しい社長に解雇された後に、倫一郎の所に押しかけて助手となった。思ったことを率直に口にしたり行動に移す性格の持ち主で、解雇理由も「強引でバカ正直すぎる」からだった。環とは専ら英語で会話しているため日本語はそれほど得意ではなく、英語が通じない日本人と話す際は台詞がカタコトになる。
ジェームズ＝ゴーラン
ロサンゼルス市警察の警部。カリフォルニアに名を轟かせる鬼警部として知られる。強面だが、警察官の職務を実直に果たそうとする刑事で、FILE 14で倫一郎と共に事件を解決した後、信頼関係を築き、悪徳企業ネグザード社の絡む一連の事件などでも引き続き協力する。
トリニ＝リンスキー
サンフランシスコ市警察交通課の警部補。長い金髪を靡かせる美人だが、筋金入りの男性嫌いであるため「鉄の処女」とあだ名される。S&W M669を愛用銃としており、市議会議員のボディーガード4名を瞬く間に制圧したり、左手に持った銃でほぼ真後ろの相手の手を撃ち抜くなど、かなりの射撃の腕前。権力に荷担することを嫌い、警察上層部などの指示に逆らわないよう注意を払いつつも、指示の抜け穴を利用したり、相手（犯人）を言葉巧みに挑発して誘導するなど倫一郎に協力する。両親はひき逃げ事件の犠牲者として他界しており、20年間その犯人を一人で追い続けている。倫一郎と出会って関心を寄せた時期もあったが、彼の本質が自身の望むものと違うことを見抜いて身をひく。その後、倫一郎と同僚のフランク＝ウィドマーク刑事の助力を得て、ひき逃げ事件の真相にたどり着く。また、それを契機にフランクの求愛を受け入れた。
マイヤー＝ネグザード
ロサンゼルスに本社を置くネグザード社の代表取締役社長である大男。臆病かつ小心者だが、その執念深さで成り上がってきた。メキシコから麻薬を密輸したり、邪魔者な者の殺害まで多くの悪事を働き、マスコミや政財界はおろか、警察やFBIにまでかなりの影響力を持ち、西海岸では事実上のマフィアとなっていた。交通事故鑑定で真実を暴いた倫一郎の暗殺を企てる。フェラーリ・F50で、倫一郎に勝負を挑むだけのドライビングテクニックを持っている。

## 単行本
- 『交通事故鑑定人環倫一郎』

ジャンプ・コミックス デラックスより刊行。全18巻。
1. 1996年8月発売 ISBN 4-08-858222-5
2. 1997年3月発売 ISBN 4-08-858223-3
3. 1997年8月発売 ISBN 4-08-858224-1
4. 1998年1月発売 ISBN 4-08-859003-1
5. 1998年5月発売 ISBN 4-08-859018-X
6. 1998年9月発売 ISBN 4-08-859035-X
7. 1998年12月発売 ISBN 4-08-859050-3
8. 1999年2月発売 ISBN 4-08-859057-0
9. 1999年5月発売 ISBN 4-08-859073-2
10. 1999年8月発売 ISBN 4-08-859084-8
11. 1999年11月発売 ISBN 4-08-859095-3
12. 2000年3月発売 ISBN 4-08-859113-5
13. 2000年7月発売 ISBN 4-08-859131-3
14. 2000年10月発売 ISBN 4-08-859146-1
15. 2001年2月発売 ISBN 4-08-859165-8
16. 2001年6月発売 ISBN 4-08-859187-9
17. 2001年9月発売 ISBN 4-08-859227-1
18. 2001年12月発売 ISBN 4-08-859243-3

- 『R2 TRAFFIC ACCIDENTS FILE』

ジャンプ・コミックス デラックスより刊行。全2巻。
1. 2002年11月1日発売 ISBN 4-08-859337-5
2. 2003年9月4日発売 ISBN 4-08-859381-2

## 実写ドラマ
2011年に実写3Dドラマ化されている。コンテンツ産業人材発掘・育成事業からの資金を受けて、原作の第35話「"いもうと"(前後編)」を元に2つのチームによって作成されたもので、J:COMやひかりTVで放送された。

### Aチーム
- 脚本：梶研吾
- 監督：草野陽花
- 環倫一郎：大西信満
- 環佐江子：長澤奈央
- クリスティーナ：有紗
- 穂高勝：永戸武士

### Bチーム
- 脚本：梶研吾、林壮太郎
- 監督：坂部康二
- 環倫一郎：眞島秀和
- 環佐江子：木下あゆ美
- クリスティーナ：ジェーニャ
- 穂高勝：中村靖日
- 諸木元一：岡田卓也